# Österrike-Ungerns riksvapen
Österrike-Ungerns riksvapen var sedan Österrike-Ungern skapats genom den österrikisk-ungerska kompromissen år 1867 dubbelmonarkins officiella statsvapen. Utöver det gemensamma mellanstora och lilla vapnet hade de österrikiska och ungerska rikshalvorna egna heraldiska vapen. Därtill hade rikets provinser sina heraldiska vapen. Ikonografin i riksvapnet har historisk kontinuitet och flera av symbolerna förekommer i Österrike-Ungerns efterföljarstaters flaggor och statssymboler.

## Österrike-Ungerns historiska riksvapen
| Statsvapen | I bruk    | Beskrivning                          |
| ---------- | --------- | ------------------------------------ |
|            | 1867–1915 | Österrike-Ungerns mellanstora vapen. |
|            | 1867–1915 | Österrike-Ungerns lilla vapen.       |

## Rikshalvornas heraldiska vapen
| Statsvapen | I bruk    | Beskrivning                                 |
| ---------- | --------- | ------------------------------------------- |
|            | 1915–1918 | Österrikiska rikshalvans mellanstora vapen. |
|            | 1915–1918 | Österrikiska rikshalvans lilla vapen.       |
|            | 1915–1918 | Ungerska rikshalvans mellanstora vapen.     |
|            | 1915–1918 | Ungerska rikshalvans lilla vapen.           |